# Хомороду-де-Сус
Хомороду-де-Сус (рум. Homorodu de Sus) — село у повіті Сату-Маре в Румунії. Входить до складу комуни Хомороаде.
Село розташоване на відстані 424 км на північний захід від Бухареста, 23 км на південний схід від Сату-Маре, 102 км на північний захід від Клуж-Напоки.

## Населення
За даними перепису населення 2002 року у селі проживали 305 осіб, з них 304 особи (99,7%) румунів. Рідною мовою 303 особи (99,3%) назвали румунську.